# Deutsche Straßen-Radmeisterschaften 2016

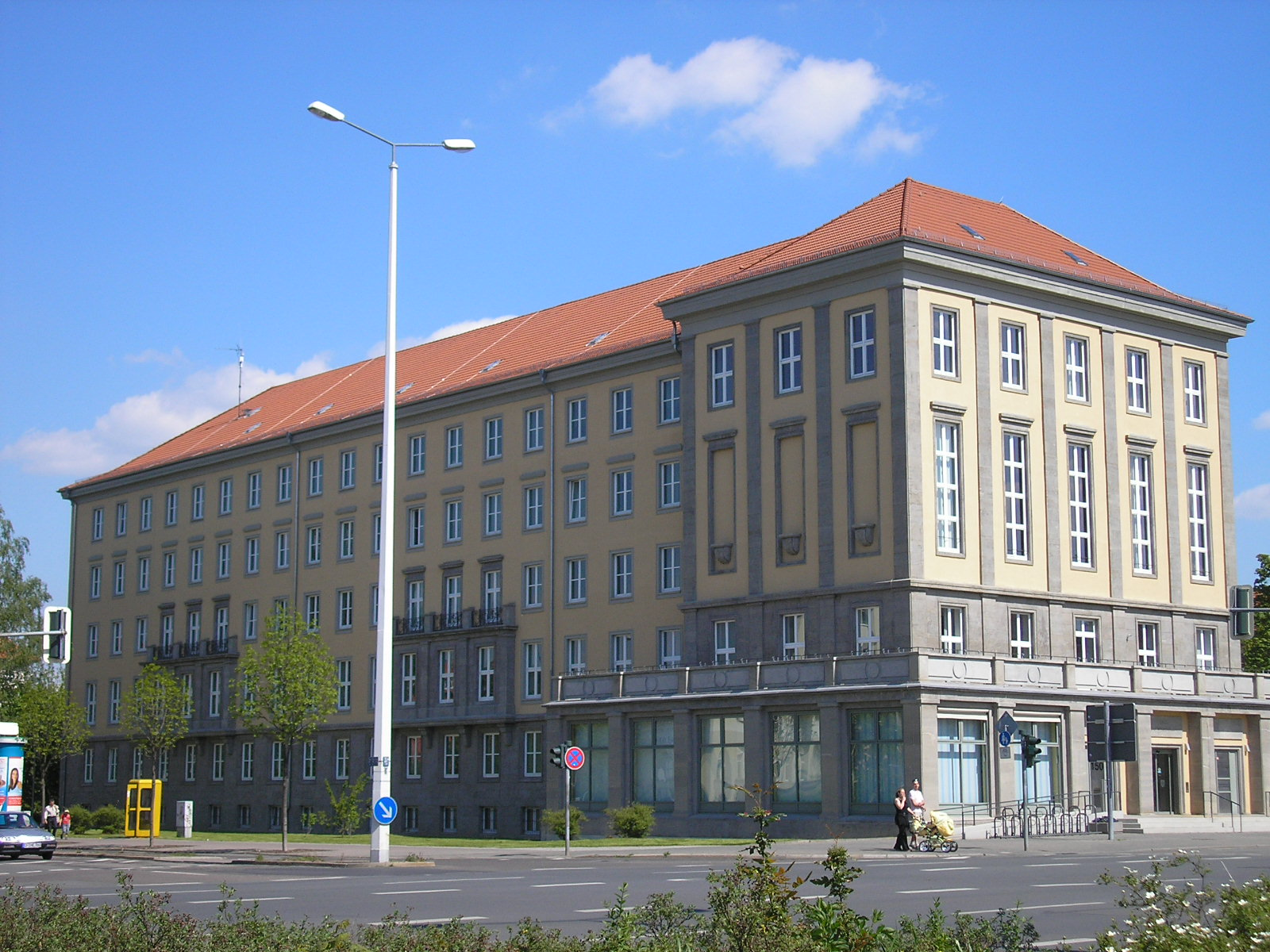
Haus der sozialen Dienste: Start- und Zielpunkt der Straßenrennen für Männer und Frauen

Die Deutschen Straßen-Radmeisterschaften 2016 für Frauen und Männer fanden vom 24. bis 26. Juni in Streufdorf und in Erfurt in Thüringen statt sowie am 4. September in Genthin.

## Die Meisterschaften
Die Einzelzeitfahren der Männer U23 und Elite sowie der Frauen wurden am 24. Juni in Streufdorf ausgetragen, rund 110 Kilometer südlich von Erfurt gelegen. Start und Ziel befanden sich in der Oberen Markstraße, von dort aus ging es für die beiden Männerklassen Richtung Norden nach Bedheim, zurück nach Süden Richtung Gleichamberg, Linden, Haubinda nach Rieth und über Westhausen nach Norden zurück nach Streufdorf. Beim Einzelzeitfahren der Frauen war die Strecke um die Schleife südlich von Westhausen über Rieth verkürzt.
Die Straßenrennen der Elite Männer und Frauen fanden am 26. Juni in Erfurt statt, gestartet wurden sie am Haus der sozialen Dienste am Juri-Gagarin-Ring. Gefahren wurde eine Runde von 15,4 Kilometer, die vom Start aus durch die Johannesvorstadt nach Nordosten Richtung Roter Berg führte, dann auf der langen geraden Umgehungsstraße Richtung Süden nach Linderbach, und von dort über die Weimarische Straße durch die Krämpfervorstadt Richtung Westen wieder in die Innenstadt auf den Juri-Gagarin-Ring zu Start und Ziel zurückführte. Die Männer befuhren die Strecke 14-, die Frauen siebenmal.
Die Meisterschaft im Straßenrennen der Klasse U23 wurde am 16. Juni 2016 im Rahmen des Velothon in Berlin ausgetragen.
Ebenfalls um die Austragung beworben hatte sich ursprünglich das nordrhein-westfälische Unna.
Das Mannschaftszeitfahren der Elite wurde am 4. September 2016 in Genthin ausgetragen.

## Die Rennen
Schon rund zwei Wochen vor den Rennen in Erfurt und Umgebung wurde im Rahmen des Berliner Velothon die deutsche Meisterschaft der U23 im Straßenrennen ausgetragen. Lange Zeit wurde das Rennen von einer achtköpfigen Ausreißergruppe um Lennard Kämna und Leon Rohde geprägt, die mit drei Minuten Vorsprung vor dem Feld fuhr. Bei Kilometer 150 wurde die Gruppe jedoch vom Peloton „geschluckt“. 600 Meter vor dem Ziel kam es zu einem Massensturz, in den rund 40 Fahrer verwickelt waren, darunter Zeitfahr-Junioren-Weltmeister Leo Appelt, der anschließend in ein Krankenhaus eingeliefert werden musste.
Die Einzelzeitfahren der Männer U23, Frauen und Männer Elite fanden am Freitag, den 24. Juni, bei schwül-heißem Wetter und Tageshöchsttemperaturen von 35 Grad statt. Die Strecke wurde als „anspruchsvoll“ angesehen und war von Jörg Werner, Manager von Tony Martin und Chef des mitausrichtenden Team Spirit, deshalb ausgewählt worden, weil sie in ihren Anforderungen derjenigen bei den Olympischen Spielen ähnelte. Der Favorit Martin gewann das Einzelzeitfahren mit rund anderthalb Minuten Vorsprung auf den Zweitplatzierten Jasha Sütterlin und errang somit zum sechsten Mal den Titel. Trotz der Hitze gelangen den Sportlern des U23-Rennens, die dieselbe Strecke befuhren, Zeiten, die ihnen auch vordere Plätze im Elite-Zeitfahren gesichert hätten. Hier siegte der Berliner Maximilian Schachmann, vor Jan Tschernoster und Marco Mathis.
Bei den Frauen gewann Trixi Worrack das Zeitfahren, was in den Medien als „Worrack-Wunder“ bezeichnet wurde: Erst drei Monate zuvor, am 20. März, war die Sportlerin bei dem Trofeo Alfredo Binda gestürzt und hatte sich so schwer verletzt, dass ihr eine Niere bei einer Not-Operation entfernt werden musste.
Bei den Straßenrennen am folgenden Sonntag waren die äußeren Bedingungen idealer, die schwüle Hitze hatte sich abgekühlt. Das Rennen der Frauen gewann Mieke Kröger aus Bielefeld, die damit zum ersten Mal den Titel einer deutschen Straßenmeisterin errang. Das 107 Kilometer lange Rennen wurde anfangs von einem Spitzenduo aus Gudrun Stock und Stefanie Paul geprägt, die aber ihre Führung nicht behaupten konnten; Stock musste später das Rennen aufgeben. Rund 20 Kilometer vor dem Ziel setzte sich eine Gruppe von elf Fahrerinnen nach vorne ab. Aus dieser Spitzengruppe heraus attackierten Kröger und Romy Kasper und hatten zeitweise bis zu 30 Sekunden Vorsprung. Rund drei Kilometer vor dem Ziel griff Kröger allein an und kam mit einem Vorsprung von zehn Sekunden vor ihrer Teamkollegin Lisa Brennauer ins Ziel. Überraschende Dritte wurde die knapp 19-jährige Leipzigerin Jenny Hofmann.
Bei den Männern holte sich André Greipel den Titel „zurück“, den er im Jahr zuvor dem jungen Emanuel Buchmann hatte überlassen müssen. Das Rennen wurde mit hoher Geschwindigkeit bestritten, Greipel fuhr mit einem Stundenmittel von 47,4 Kilometer pro Stunde. Im Verlauf des Rennens kam es mehrfach zu Ausreißversuchen, die alle dem hohen Tempo des Rennens nicht standhalten konnten. Greipel siegte nach einem langen Sprint von der Spitze weg. Zweiter wurde der Neuwieder Max Walscheid, der im Januar des Jahres in einen schweren Trainingsunfall in Spanien schwer verletzt worden war, vor dem Erfurter Lokalmatador Marcel Kittel. Auf Kittel war der Kurs eigentlich zugeschnitten, aber im Sprint lag er auf einem ungünstigen Platz, so dass ihm nur Platz drei blieb.

## Zeitplan
| Datum             | Uhrzeit   | Disziplin        | Streckenlänge           | Kategorie    |
| ----------------- | --------- | ---------------- | ----------------------- | ------------ |
| Freitag, 24. Juni | 08:30     | Einzelzeitfahren | 41 km                   | Männer U23   |
| Freitag, 24. Juni | ca. 10.30 | Einzelzeitfahren | 41 km                   | Elite Männer |
| Freitag, 24. Juni | 14:00     | Einzelzeitfahren | 26,2 km                 | Elite Frauen |
| Sonntag, 26. Juni | 08:00     | Straßenrennen    | 7 × 15,4 km = 107,8 km  | Elite Frauen |
| Sonntag, 26. Juni | 11:30     | Straßenrennen    | 14 × 15,4 km = 215,6 km | Elite Männer |

## Straßenrennen

### Frauen
| Platz | Athletin         | Zeit       |
| ----- | ---------------- | ---------- |
| 1     | Mieke Kröger     | 2:42:57 h  |
| 2     | Lisa Brennauer   | + 0:10 min |
| 3     | Jenny Hofmann    | + gl. Zeit |
| 4     | Jasmin Rebmann   | gl. Zeit   |
| 5     | Charlotte Becker | gl. Zeit   |
| 6     | Melanie Hessling | gl. Zeit   |
| 7     | Stephanie Pohl   | gl. Zeit   |
| 8     | Lisa Klein       | gl. Zeit   |
| 9     | Daniela Gaß      | gl. Zeit   |
| 10    | Hanna Muegge     | gl. Zeit   |

Länge: 107,80 km

Start: Sonntag, 26. Juni, 8:00 Uhr MESZ

Strecke: Erfurt–Erfurt, 7 Runden

Durchschnittsgeschwindigkeit der Siegerin: 39,69 km/h
Es kamen 78 Athletinnen ins Ziel, neun Fahrerinnen gaben das Rennen auf.

### Männer
| Platz | Athlet            | Zeit      |
| ----- | ----------------- | --------- |
| 1     | André Greipel     | 4:32:49 h |
| 2     | Max Walscheid     | gl. Zeit  |
| 3     | Marcel Kittel     | gl. Zeit  |
| 4     | Pascal Ackermann  | gl. Zeit  |
| 5     | Gerald Ciolek     | gl. Zeit  |
| 6     | Konrad Geßner     | gl. Zeit  |
| 7     | Willi Willwohl    | gl. Zeit  |
| 8     | Alexander Krieger | gl. Zeit  |
| 9     | Florian Tenbruck  | gl. Zeit  |
| 10    | Marco Mathis      | gl. Zeit  |

Länge: 215,60 km

Start: Sonntag, 26. Juni, 11:30 Uhr MESZ

Strecke: Erfurt-Erfurt, 14 Runden

Durchschnittsgeschwindigkeit des Siegers: 47,42 km/h
Es starteten 263 Fahrer, von denen 199 ins Ziel kamen.

### Männer U23
| Platz | Athlet           | Zeit      |
| ----- | ---------------- | --------- |
| 1     | Pascal Ackermann | 3:47:30 h |
| 2     | Konrad Geßner    | gl. Zeit  |
| 3     | Willi Willwohl   | gl. Zeit  |
| 4     | Manuel Porzner   | gl. Zeit  |
| 5     | Aaron Krauss     | gl. Zeit  |
| 6     | Jakob Heni       | gl. Zeit  |
| 7     | Moritz Malcharek | gl. Zeit  |
| 8     | Dario Rapps      | gl. Zeit  |
| 9     | Marcel Franz     | gl. Zeit  |
| 10    | Tim Reske        | gl. Zeit  |

Länge: 170,1 km

Start: Sonntag, 19. Juni, 12:50 Uhr MESZ

Strecke: Rundkurs in Berlin

Durchschnittsgeschwindigkeit des Siegers: 44,858 km/h
Es starteten 139 Fahrer, von denen 102 ins Ziel kamen.

## Einzelzeitfahren

### Frauen
| Platz | Athletin           | Zeit          |
| ----- | ------------------ | ------------- |
| 1     | Trixi Worrack      | 36:47,74 min  |
| 2     | Stephanie Pohl     | + 0:21,54 min |
| 3     | Lisa Brennauer     | + 0:49,60 min |
| 4     | Corinna Lechner    | + 1:18,45 min |
| 5     | Mieke Kröger       | + 1:24,68 min |
| 6     | Lisa Klein         | + 1:51,64 min |
| 7     | Romy Kasper        | + 2:19,97 min |
| 8     | Elena Büchler      | + 2:38,81 min |
| 9     | Theres Klein       | + 3:12,01 min |
| 10    | Katharina Venjakob | + 3:14,48 min |

Länge: 26,20 km

Start: Freitag, 24. Juni, 14:00 Uhr MESZ

Strecke: Streufdorf–Streufdorf, 1 Runde

Durchschnittsgeschwindigkeit der Siegerin: 42,72 km/h
Es kamen alle 46 Starterinnen ins Ziel.

### Männer
| Platz | Athlet                | Zeit          |
| ----- | --------------------- | ------------- |
| 1     | Tony Martin           | 49:14,01 min  |
| 2     | Jasha Sütterlin       | + 1:39,60 min |
| 3     | Nils Politt           | + 2:23,75 min |
| 4     | Patrick Gretsch       | + 2:37,84 min |
| 5     | Daniel Westmattelmann | + 3:29,87 min |
| 6     | Raphael Freienstein   | + 3:36,19 min |
| 7     | Stefan Schumacher     | + 3:45,99 min |
| 8     | Florian Bissinger     | + 3:58,77 min |
| 9     | Tobias Erler          | + 4:01,39 min |
| 10    | Lennard Kämna         | + 4:02,00 min |

Länge: 41 km

Start: Freitag, 24. Juni, 10:30 Uhr MESZ

Strecke: Streufdorf–Streufdorf, 1 Runde

Durchschnittsgeschwindigkeit des Siegers: 49,97 km/h
Es kamen alle 47 Starter ins Ziel.

### Männer U23
| Platz | Athlet                | Zeit          |
| ----- | --------------------- | ------------- |
| 1     | Maximilian Schachmann | 51:37,31 min  |
| 2     | Jan Tschernoster      | + 0:37,56 min |
| 3     | Marco Mathis          | + 0:56,02 min |
| 4     | Leon Rohde            | + 2:03,29 min |
| 5     | Florian Stork         | + 2:13,74 min |
| 6     | Joshua Stritzinger    | + 2:22,52 min |
| 7     | Julian Braun          | + 2:41,93 min |
| 8     | Max Kanter            | + 2:45,26 min |
| 9     | Jonas Rapp            | + 2:53,49 min |
| 10    | Leon Echtermann       | + 2:54,09 min |

Länge: 41 km

Start: Freitag, 24. Juni, 8:30 Uhr MESZ

Strecke: Streufdorf–Streufdorf, 1 Runde

Durchschnittsgeschwindigkeit des Siegers: 47,65 km/h
Es kamen 70 von 72 Startern ins Ziel.

## Mannschaftszeitfahren
Die Meisterschaft im Sechser-Mannschaftszeitfahren der Männer (Elite) wurde am 4. September 2016 in Genthin (Sachsen-Anhalt) im Rahmen der Rad-Bundesliga ausgefahren. Es mussten mindestens 4 Fahrer der U23 in einer Mannschaft starten, damit diese startberechtigt ist. Ausrichter war der Genthiner RC 66.
| Platz | Team                 | Athleten                                                                                              | Zeit (h)     |
| ----- | -------------------- | --- | ------------ |
| 1     | rad-net Rose Team    | Jan Tschernoster/Mario Vogt/Marco Mathis/ Pascal Ackermann/Patrick Haller/Domenic Weinstein           | 52:41,71 min |
| 2     | Team Kuota-Lotto     | Julian Braun/Joshua Huppertz/Daniel Westmattelmann/ Richard Weinzheimer/Raphael Freienstein/Luca Henn | + 17 s       |
| 3     | LKT Team Brandenburg | Christian Koch/Leon Rohde/Carl Soballa/ Robert Kessler/Franz Schiewer/Max Kanter                      | + 35 s       |

Länge: 50 km

Start: Sonntag, 4. September

Strecke: Genthin–Genthin, 2 Runden
Es waren elf Teams am Start.